# Jørgen Vodsgaard
Jørgen Vodsgaard, danski rokometaš, * 22. oktober 1942,  Feldingbjerg.
Leta 1972 je na poletnih olimpijskih igrah v Münchnu v sestavi danske rokometne reprezentance osvojil 13. mesto.